# Vénissieux
Vénissieux é uma comuna francesa, situada no departamento do Ródano, na região do Auvérnia-Ródano-Alpes. População de 56.061 habitantes (1999) e área total de 15,33 km².